# Cantando bajo la lluvia (musical)
Cantando bajo la lluvia es un musical basado en la película homónima de 1952, con libreto de Adolph Green y Betty Comden, música de Nacio Herb Brown y letras de Arthur Freed. Su trama central gira en torno a Don Lockwood, una popular estrella del cine mudo que forma pareja artística con la insoportable Lina Lamont. Cuando Don se enamora de la corista y aspirante a actriz Kathy Selden, Lina hará todo lo posible por sabotear el romance. Para complicar aún más las cosas, la llegada del sonoro provoca un auténtico terremoto en la industria cinematográfica.
El espectáculo debutó en 1983 en el London Palladium y desde entonces también ha podido verse en Broadway y en numerosas ciudades a lo largo de todo el mundo.

## Producciones

### Londres
1983
Cantando bajo la lluvia tuvo su première mundial el 30 de junio de 1983 en el London Palladium, con un elenco encabezado por Tommy Steele como Don Lockwood, Danielle Carson como Kathy Selden, Roy Castle como Cosmo Brown, Sarah Payne como Lina Lamont, Kalman Glass como R. F. Simpson y Matt Zimmerman como Roscoe Dexter. Además de interpretar el papel protagonista, Tommy Steele también fue el director del espectáculo, mientras que Peter Gennaro se hizo cargo de las coreografías. El resto del equipo creativo lo completaron Terry Parsons en el diseño de producción, Richard Pilbrow y Eric Delzenne en el diseño de iluminación, Edward Fardell en el diseño de sonido y Michael Reed en la dirección musical.
Este primer montaje, que incluyó canciones adicionales de autores como Roger Edens, Dorothy Fields, Jimmy McHugh, George e Ira Gershwin, Johnny Mercer, Richard Whiting o Cole Porter, se mantuvo en cartel durante más de dos años, siendo su última representación el 28 de septiembre de 1985.
1989
Tras haber estado de gira por diferentes ciudades de Reino Unido, Cantando bajo la lluvia regresó al London Palladium para realizar una temporada limitada de trece semanas a partir del 29 de junio de 1989, pero debido al éxito obtenido las funciones se prolongaron hasta el 18 de noviembre de ese mismo año. El reparto en esta ocasión fue muy similar al que había estrenado el espectáculo seis años antes, destacando las incorporaciones de Bunny May como Cosmo Brown y Graham Hoadly como Roscoe Dexter.
2000
Una nueva versión pudo verse en el National Theatre de Londres entre el 22 de junio y el 20 de julio de 2000, protagonizada por Paul Robinson como Don Lockwood, Zoe Hart como Kathy Selden, Mark Channon como Cosmo Brown, Rebecca Thornhill como Lina Lamont, Adrian McLoughlin como R. F. Simpson y Tony Timberlake como Roscoe Dexter. Esta propuesta, que había surgido en la West Yorkshire Playhouse, contó con dirección de Jude Kelly, coreografía de Stephen Mear, diseño de producción de Huntley Muir, diseño de iluminación de Andrew Bridge, diseño de sonido de Simon Whitehorn y dirección musical de Mark W Dorrell. El montaje se caracterizó por el empleo de un tríptico de pantallas en el que se proyectaban gráficos generados por ordenador y material pregrabado.
La buena acogida por parte del público propició una segunda temporada en el National Theatre, que tuvo lugar entre el 18 de diciembre de 2000 y el 27 de enero de 2001. Además, en la edición de 2001 de los premios Olivier, el espectáculo fue reconocido con el galardón al mejor revival de un musical.
2012
Entre el 15 de febrero de 2012 y el 8 de junio de 2013, una coproducción del Chichester Festival Theatre y Stage Entertainment se representó en el Palace Theatre del West End londinense. Adam Cooper como Don Lockwood, Scarlett Strallen como Kathy Selden, Daniel Crossley como Cosmo Brown, Katherine Kingsley como Lina Lamont, Michael Brandon como R. F. Simpson y Peter Forbes como Roscoe Dexter lideraron el elenco de esta puesta en escena que dirigió Jonathan Church y que anteriormente había podido verse en Chichester entre el 5 de julio y el 10 de septiembre de 2011. También formaron parte del equipo creativo Andrew Wright en la coreografía, Simon Higlett en el diseño de escenografía y vestuario, Tim Mitchell en el diseño de iluminación, Matt McKenzie en el diseño de sonido y Robert Scott en la dirección musical.

### Broadway
En Broadway se estrenó el 2 de julio de 1985 en el Gershwin Theatre, con Don Correia como Don Lockwood, Mary D'Arcy como Kathy Selden, Peter Slutsker como Cosmo Brown, Faye Grant como Lina Lamont, Hansford Rowe como R. F. Simpson y Richard Fancy como Roscoe Dexter. La producción neoyorquina no fue una réplica exacta de su homóloga en Londres e introdujo numerosos cambios en el libreto y el listado de canciones. Dirigida y coreografiada por Twyla Tharp, esta versión contó con diseño de escenografía de Santo Loquasto, diseño de vestuario de Ann Roth, diseño de iluminación de Jennifer Tipton, diseño de sonido de Sound Associates y dirección musical de Robert Billig.
El montaje fue recibido con opiniones divididas por la parte de la crítica especializada y en la 40.ª edición de los premios Tony solo obtuvo dos nominaciones en las categorías de mejor libreto y mejor actor principal. Tampoco logró igualar las cifras alcanzadas por su predecesor británico y el 18 de mayo de 1986 se despidió definitivamente de los escenarios, después de 367 funciones regulares y 38 previas.

### España
2004
La première española tuvo lugar el 27 de septiembre de 2004 en el Teatro Nuevo Apolo de Madrid, de la mano de la sociedad Spektra Entertainment. Ricard Reguant fue el director de esta puesta en escena que protagonizaron Daniel Caballero como Don Lockwood, Xènia Reguant como Kathy Selden, Víctor Ullate Roche como Cosmo Brown, Marta Solaz como Lina Lamont, David Venancio Muro como R. F. Simpson y Javier Enguix como Roscoe Dexter. El resto del equipo artístico lo completaron Chet Walker en la coreografía, Josep Massagué en el diseño de escenografía y vestuario, Nicolás Fischtel en el diseño de iluminación, Octavi Egea en la traducción del texto, Guillermo Ramos en la adaptación de las canciones y Joan Enric Garde en la dirección musical. La orquesta no fue en directo, sino que se hizo uso de una pista pregrabada. Este hecho provocó protestas en la puerta del teatro por parte de la Asociación de Músicos Profesionales de España.
Cantando bajo la lluvia finalizó su andadura en el Teatro Nuevo Apolo el 12 de diciembre de 2004 y a continuación fue transferido al Teatro Fígaro, también en Madrid, donde se instaló entre el 21 de diciembre de 2004 y el 30 de enero de 2005. Una vez concluida su etapa en la capital, el espectáculo viajó hasta Barcelona para realizar una temporada limitada en el Teatre Novedades entre el 3 de marzo y el 1 de mayo de 2005. Posteriormente también pudo verse en Alicante y Palma de Mallorca por un breve periodo de tiempo.
2021
Entre el 30 de septiembre de 2021 y el 18 de abril de 2022, un montaje producido por Nostromo Live se representó en el Teatre Tívoli de Barcelona, con Ivan Labanda como Don Lockwood, Diana Roig como Kathy Selden, Ricky Mata como Cosmo Brown, Mireia Portas como Lina Lamont, José Luis Mosquera como R. F. Simpson y Oriol Burés como Roscoe Dexter. La dirección en esta ocasión corrió a cargo de Àngel Llàcer, quien volvió a rodearse del mismo equipo con el que ya había trabajado en La jaula de las locas y La tienda de los horrores, incluyendo a Manu Guix y Andreu Gallén en la dirección musical, Miryam Benedited en la coreografía, Enric Planas en el diseño de escenografía, Míriam Compte en el diseño de vestuario, Albert Faura en el diseño de iluminación, Roc Mateu en el diseño de sonido y Marc Artigau en la adaptación al castellano.
Tras el cierre en la Ciudad Condal, el espectáculo recaló en el Teatro Apolo de Madrid entre el 24 de septiembre de 2022 y el 19 de febrero de 2023, para después embarcarse en una gira de despedida que dio comienzo el 11 de mayo de 2023 en el Teatro Arriaga de Bilbao y concluyó el 16 de julio de 2023 en el Palau de les Arts de Valencia. En total, esta versión fue vista por más de 300 000 espectadores durante las 433 funciones que se llevaron a cabo.

### Otras producciones
Cantando bajo la lluvia se ha representado en países como Australia, Canadá, España, Estados Unidos, Filipinas, Francia, Irlanda, Italia, Japón, México, Nueva Zelanda, Países Bajos, Polonia, Reino Unido, Rusia, República Checa o Sudáfrica, y ha sido traducido a multitud de idiomas.
El estreno en América Latina tuvo lugar en 1995 en el Teatro Silvia Pinal de Ciudad de México, bajo la dirección de Rafael López Miarnau. Héctor Arroyo como Don Lockwood, Laura Zaizar como Kathy Selden, Lenny Zundel como Cosmo Brown, Laura Luz como Lina Lamont, Sergio Ramos como R. F. Simpson y Abraham Stavans como Roscoe Dexter encabezaron el reparto de esta puesta en escena que recibió el aplauso de la crítica especializada.
Entre el 12 y el 26 de marzo de 2015, el Théâtre du Châtelet de París acogió una producción dirigida por Robert Carsen y protagonizada por Dan Burton como Don Lockwood, Clare Halse como Kathy Selden, Daniel Crossley como Cosmo Brown, Emma Kate Nelson como Lina Lamont, Robert Dauney como R. F. Simpson y Matthew Gonder como Roscoe Dexter. Posteriormente, este montaje regresó al Teatro del Châtelet para ofrecer una segunda temporada entre el 27 de noviembre de 2015 y el 15 de enero de 2016, e incluso se anunció que daría el salto a Broadway de la mano de The Weinstein Company, aunque el proyecto nunca llegó a materializarse.

## Números musicales
Producción original de Broadway
| Acto I - «Fit As a Fiddle» - «Beautiful Girl» - «I've Got a Feelin' You're Foolin'» - «Make 'Em Laugh» - «Hubbub» - «You Are My Lucky Star» - «Moses Supposes» - «Good Mornin'» - «Singin' in the Rain» | Acto II - «Wedding of the Painted Doll» - «Rag Doll» - «Temptation» - «Takin' Miss Mary to the Ball» - «Love is Where You Find It» - «Would You?» - «Broadway Rhythm» - «Blue Prelude» - «Would You? (Reprise)» - «You Are My Lucky Star» - «Singin' in the Rain (Reprise)» |

Producción de Londres de 2012
| Acto I - «Overture» - «Fit As a Fiddle» - «The Royal Rascal» - «You Stepped Out of a Dream» - «All I Do» - «You Stepped Out of a Dream (Reprise)» - «Make 'Em Laugh» - «Beautiful Girl» - «You Are My Lucky Star» - «You Were Meant for Me» - «Moses Supposes» - «Moses Supposes (Reprise)» - «Good Morning» - «Singin' in the Rain» | Acto II - «Entr'acte» - «Good Morning (Reprise)» - «Would You?» - «What's Wrong With Me?» - «Broadway Ballet» - «Would You? (Reprise)» - «You Are My Lucky Star (Reprise)» - «Singin' in the Rain (Finale)» |

## Repartos originales
| Personaje     | Londres (1983)  | Broadway (1985) | Londres (1989)  | México (1995)   | Londres (2000)    | España (2004)       | Londres (2012)     | España (2021)      |
| Don Lockwood  | Tommy Steele    | Don Correia     | Tommy Steele    | Héctor Arroyo   | Paul Robinson     | Daniel Caballero    | Adam Cooper        | Ivan Labanda       |
| Kathy Selden  | Danielle Carson | Mary D'Arcy     | Danielle Carson | Laura Zaizar    | Zoe Hart          | Xènia Reguant       | Scarlett Strallen  | Diana Roig         |
| Cosmo Brown   | Roy Castle      | Peter Slutsker  | Bunny May       | Lenny Zundel    | Mark Channon      | Víctor Ullate Roche | Daniel Crossley    | Ricky Mata         |
| Lina Lamont   | Sarah Payne     | Faye Grant      | Sarah Payne     | Laura Luz       | Rebecca Thornhill | Marta Solaz         | Katherine Kingsley | Mireia Portas      |
| R. F. Simpson | Kalman Glass    | Hansford Rowe   | Kalman Glass    | Sergio Ramos    | Adrian McLoughlin | David Venancio Muro | Michael Brandon    | José Luis Mosquera |
| Roscoe Dexter | Matt Zimmerman  | Richard Fancy   | Graham Hoadly   | Abraham Stavans | Tony Timberlake   | Javier Enguix       | Peter Forbes       | Oriol Burés        |

Reemplazos destacados en la producción española de 2021
- Don Lockwood: Miguel Ángel Belotto, Adrià García, Zuhaitz San Buenaventura
- R. F. Simpson: Diego Molero
- Roscoe Dexter: Tony Iniesta

## Grabaciones
Existen varios álbumes grabados en sus respectivos idiomas por los elencos de las diferentes producciones que se han estrenado a lo largo de todo el mundo, además de la banda sonora de la película original y algunos sencillos promocionales.

## Premios y nominaciones

### Producción original de Londres
| Año  | Premio        | Categoría                  | Nominado    | Resultado |
| ---- | ------------- | -------------------------- | ----------- | --------- |
| 1983 | Olivier Award | Mejor actriz en un musical | Sarah Payne | Nominada  |

### Producción original de Broadway
| Año  | Premio     | Categoría                           | Nominado                   | Resultado |
| ---- | ---------- | ----------------------------------- | -------------------------- | --------- |
| 1986 | Tony Award | Mejor libreto de un musical         | Betty Comden, Adolph Green | Nominados |
| 1986 | Tony Award | Mejor actor principal en un musical | Don Correia                | Nominado  |

### Producción de Londres de 2000
| Año  | Premio        | Categoría                                 | Nominado                    | Resultado |
| ---- | ------------- | ----------------------------------------- | --------------------------- | --------- |
| 2001 | Olivier Award | Mejor revival de un musical               | Mejor revival de un musical | Ganador   |
| 2001 | Olivier Award | Mejor actor en un musical                 | Paul Robinson               | Nominado  |
| 2001 | Olivier Award | Mejor intérprete de reparto en un musical | Rebecca Thornhill           | Nominada  |
| 2001 | Olivier Award | Mejor coreografía                         | Stephen Mear                | Nominado  |

### Producción de Londres de 2012
| Año  | Premio        | Categoría                                 | Nominado           | Resultado |
| ---- | ------------- | ----------------------------------------- | ------------------ | --------- |
| 2012 | Olivier Award | Mejor actriz en un musical                | Scarlett Strallen  | Nominada  |
| 2012 | Olivier Award | Mejor intérprete de reparto en un musical | Katherine Kingsley | Nominada  |
| 2012 | Olivier Award | Mejor coreografía                         | Andrew Wright      | Nominado  |

### Producción española de 2021
| Año  | Premio                    | Categoría                                 | Nominado                            | Resultado |
| ---- | ------------------------- | ----------------------------------------- | ----------------------------------- | --------- |
| 2022 | Premio del Teatro Musical | Mejor musical                             | Mejor musical                       | Nominado  |
| 2022 | Premio del Teatro Musical | Mejor dirección de escena                 | Àngel Llàcer                        | Nominado  |
| 2022 | Premio del Teatro Musical | Mejor coreografía                         | Miryam Benedited                    | Nominada  |
| 2022 | Premio del Teatro Musical | Mejor escenografía                        | Enric Planas                        | Nominado  |
| 2022 | Premio del Teatro Musical | Mejor diseño de iluminación               | Albert Faura                        | Nominado  |
| 2022 | Premio del Teatro Musical | Mejor figurinista                         | Míriam Compte                       | Nominada  |
| 2022 | Premio del Teatro Musical | Mejor actriz protagonista                 | Mireia Portas                       | Nominada  |
| 2023 | Premio Talía              | Mejor espectáculo de teatro musical       | Mejor espectáculo de teatro musical | Nominado  |
| 2023 | Premio Talía              | Mejor actriz de teatro musical            | Mireia Portas                       | Ganadora  |
| 2023 | Premio Talía              | Mejor actor de teatro musical             | Ricky Mata                          | Nominado  |
| 2023 | Premio Talía              | Mejor dirección musical de teatro musical | Manu Guix, Andreu Gallén            | Nominados |
| 2023 | Premio del Teatro Musical | Mejor actor protagonista                  | Miguel Ángel Belotto                | Nominado  |